# Tachina chrysocephala
Tachina chrysocephala är en tvåvingeart som först beskrevs av Walker 1836.  Tachina chrysocephala ingår i släktet Tachina och familjen parasitflugor. Inga underarter finns listade i Catalogue of Life.